# Соболев, Николай Николаевич
Соболев, Николай Николаевич (19 февраля 1874 года, Москва — 1 ноября 1966 года, Москва) – один из «отцов» науки о декоративно-прикладном искусстве в России. Создатель и  первый заведующий кафедры истории художественно-графического факультета МГПИ (1941–46). Доктор искусствоведения (1934), профессор (1934). Заслуженный деятель науки РСФСР (1945), лауреат Государственной премии РСФСР (1958). Организатор Музея тканей Московского текстильного института. Занимался формированием фондов Музея архитектуры.

## Биография
С 1884 года работал художником — составителем узоров на Трёхгорной мануфактуре. В 1889–1893 обучался в Строгановском центральном училище технического рисования, по окончании год учился у французского художника Каплэна. С 1896 по 1917 гг. преподавал в Строгановском училище. В 1910-м году закончил  археологическое отделение Московского археологического института. В 1910-м году защитил магистерскую диссертацию «Русская ручная набойка», был удостоен звания учёного археолога и действительного члена Совета Московского археологического института. После защиты диссертации был оставлен для приготовления к званию профессора по кафедре русского искусства. После революции 1917 года работал  старшим инспектором по художественной промышленности в Народном комиссариате по земледелию, на Пречистенских рабочих курсах, в Ремесленном училище им. А. П. Бахрушина.
Совместно с А.В. Бакушинским и другими в 1927-м году занимался созданием Кустарного музея (сейчас Музей народного искусства) и создания при нём экспериментальных мастерских. В том же году становится директором созданного музея.
Возглавлял набивную мастерскую текстильного факультета Высших художественно-технических мастерских, работал там профессором,  заведующим кафедрой истории искусств, читал такие дисциплины, как «Композиция рисунка» и «История искусства тканей». В Московском архитектурном институте, на факультете жилых и общественных зданий читал курс по истории мебели и интерьера.
В МГПИ имени В. И. Ленина с 1941 года читал курс лекций по истории изобразительного искусства на художественно-графическом факультете, вёл курсы рисования и черчения.

## Награды
- орден Трудового Красного Знамени (14.09.1946)

## Труды
- Набойка в России: История и способ работы.  М., 1912;
- Очерки по истории украшения тканей.  М. ; Л., 1934;
- Русская народная резьба по дереву.  М. ; Л., 1934;
- Стили в мебели (исторический очерк).  М., 1939;
- Русский орнамент: камень, дерево, керамика, железо, стенопись, набойка. (Образцы.  Альбом.).  М., 1948;
- Чугунное литье в русской архитектуре.  М., 1951.